# Джош Мерфі
Джош Мерфі (англ. Josh Murphy; нар. 24 лютого 1995, Вемблі) — англійський футболіст, фланговий півзахисник клубу «Кардіфф Сіті».

## Клубна кар'єра
Народився 24 лютого 1995 року в лондонському районі Вемблі. Разом зі своїм братом-близнюком Джейкобом почав грати у футбол з семи років і в 12 років вони обидва приєдналися до академії «Норвіч Сіті». З нею виграв молодіжний кубок Англії 2012/13.
4 січня 2013 року брати підписали свої перші професіональні контракти з клубом, за який Джош дебютував у матчі Кубка ліги проти «Вотфорда» (2:0) 24 вересня 2013 року. У Прем'єр-лізі Джош дебютував 2 листопада 2013 року в матчі проти «Манчестер Сіті». Всього в сезоні 2013/14 він взяв участь у дев'яти матчах першості країни, але команда зайняла 18-те місце та понизилась у класі. Втім навіть у Чемпіоншипі Джош не зміг стати основним гравцем і взяв участь лише у тринадцяти матчах чемпіонату і забив один гол. Тому у березні 2015 року він був орендований клубом «Віган Атлетік» і провів за нього п'ять зустрічей до кінця сезону, а увесь наступний сезон гравець провів в оренді в іншому клубі другого дивізіону «Мілтон-Кінс Донс», де був визнаний гравцем року у клубі. 2016 року, повернувшись в рідний «Норвіч Сіті», нарешті став основним гравцем команди, де провів наступні два сезони, але так і не допоміг їй повернутись до вищого дивізіону.
12 червня 2018 року за близько 11 мільйонів фунтів стерлінгів перейшов до складу новачка Прем'єр-ліги «Кардіфф Сіті», підписавши 4-річний контракт. Станом на 12 лютого 2019 року відіграв за валлійську команду 20 матчів в національному чемпіонаті.

## Виступи за збірні
2012 року дебютував у складі юнацької збірної Англії, взяв участь у 12 іграх на юнацькому рівні, відзначившись одним забитим голом.
2014 року залучався до складу молодіжної збірної Англії. На молодіжному рівні зіграв у 3 офіційних матчах, забив 1 гол.

## Статистика виступів

### Статистика клубних виступів
| Сезон                   | Команда                 | Чемпіонат               | Чемпіонат | Чемпіонат | Національний кубок | Національний кубок | Національний кубок | Континентальні кубки | Континентальні кубки | Континентальні кубки | Інші змагання | Інші змагання | Інші змагання | Усього | Усього | Усього |
| Сезон                   | Команда                 | Ліга                    | Ігор      | Голів     | Ліга               | Ігор               | Голів              | Ліга                 | Ігор                 | Голів                | Ліга          | Ігор          | Голів         | Ігор   | Голів  |        |
| ----------------------- | ----------------------- | ----------------------- | --------- | --------- | ------------------ | ------------------ | ------------------ | -------------------- | -------------------- | -------------------- | ------------- | ------------- | ------------- | ------ | ------ | ------ |
| 2013–14                 | «Норвіч Сіті»           | ПЛ                      | 9         | 0         | КА+КЛ              | 2+2                | 0+1                | -                    | -                    | -                    | -             | -             | -             | 13     | 1      |        |
| 2014-15                 | «Норвіч Сіті»           | Ч (ІІ)                  | 13        | 1         | КА+КЛ              | 0+2                | 0+2                | -                    | -                    | -                    | -             | -             | -             | 15     | 3      |        |
| 2014-15                 | «Віган Атлетік»         | Ч (ІІ)                  | 5         | 0         | КА+КЛ              | -                  | -                  | -                    | -                    | -                    | -             | -             | -             | 5      | 0      |        |
| 2015–16                 | «Мілтон-Кінс Донс»      | Ч (ІІ)                  | 42        | 5         | КА+КЛ              | 3+1                | 1+1                | -                    | -                    | -                    | -             | -             | -             | 46     | 7      |        |
| 2016–17                 | «Норвіч Сіті»           | Ч (ІІ)                  | 27        | 4         | КА+КЛ              | 2+3                | 0+1                | -                    | -                    | -                    | -             | -             | -             | 32     | 5      |        |
| 2017–18                 | «Норвіч Сіті»           | Ч (ІІ)                  | 41        | 7         | КА+КЛ              | 2+4                | 0+4                | -                    | -                    | -                    | -             | -             | -             | 47     | 11     |        |
| Усього за «Норвіч Сіті» | Усього за «Норвіч Сіті» | Усього за «Норвіч Сіті» | 90        | 12        |                    | 17                 | 8                  |                      | -                    | -                    |               | -             | -             | 107    | 20     |        |
| Усього за кар'єру       | Усього за кар'єру       | Усього за кар'єру       | 137       | 17        |                    | 21                 | 10                 |                      | -                    | -                    |               | -             | -             | 158    | 27     |        |